# 海洋委員會海洋保育署
海洋委員會海洋保育署（簡稱海洋保育署、海保署）是中華民國海洋委員會所屬機關，負責海洋生態保育、海洋汙染防治與海洋資源管理等。

## 歷史
原行政院版《海洋委員會組織法草案》中並無海洋保育署的設置，但民間團體和朝野立法委員主張應增設海洋保育署與國家海洋研究院。
2013年，立法委員邱文彥與田秋堇等提出之《海洋委員會組織法草案》版本增設海洋保育署 與國家海洋研究院，最後與行政院版併案完成初審。2015年5月，立法院朝野黨團協商，確認將在海洋委員會裡增設「海洋委員會海洋保育署」。2015年6月16日，立法院完成《海洋委員會組織法》三讀。
2015年7月1日，總統令，制定公布《海洋委員會海洋保育署組織法》。
海洋委員會成立後，立刻組成國家海洋研究院及「海洋委員會海洋保育署籌備處」，並於12個月內完成協商、整合與移撥事宜後正式成立。
2018年4月28日，海洋保育署伴隨著海洋委員會而成立。

## 歷任署長
| 任別 | 姓名   | 任職期間                    | 備註                       |
| ---- | ------ | --------------------------- | -------------------------- |
| 1    | 黃向文 | 2018年4月28日—2024年5月19日 | 國立台灣大學海洋研究所博士 |
| 2    | 陸曉筠 | 2024年5月20日—              | 哈佛大學景觀設計博士       |

## 組織編制
- 署長一人，職務比照或列簡任第十三職等
  - 副署長二人，職務列簡任第十二職等
    - 主任秘書，職務列簡任第十一職等

#### 業務單位
- 綜合規劃組：分三科辦事。
- 海洋生物保育組：分三科辦事。
- 海洋環境管理組：分三科辦事。
- 秘書室
- 人事室
- 政風室
- 主計室

## 交通
- 高雄捷運環狀輕軌軟體園區站(緊鄰海洋委員會，步行不到一分鐘)

## 外部連結
- 海洋委員會海洋保育署 （页面存档备份，存于）